# 謎パラ?
『謎パラ?』（なぞぱら）は、CSの関西テレビ☆京都チャンネルにて2005年5月6日から2006年3月15日まで放送された番組である。前身の『京都謎解きおんなパラダイス』より放送時間を30分短縮して1時間とし、名前も短縮して『謎パラ?』として始まった。『京都謎解きおんなパラダイス』同様、『京都!ちゃちゃちゃっ』のスピンオフ番組である。

## 概要
初代『京都!ちゃちゃちゃっ』メンバー山本量子、藤田瞳、新家綾子を隊員として、隊長の岡安譲が取りまとめ役で番組を進行するはずが、逆に岡安のニュアンスで「ちゃちゃ娘」を翻弄すると言うもの。当初は池坊学園の池坊由紀がナレーションを担当。藤田が多忙のため、第5話から南波糸江がスーパーサブとして参加。第12話以降は放送されていない。岡安が月曜日から金曜日までのニュース番組を持ったためと思われる。2006年6月から始まった『どうどす探検隊』がこの流れを汲む後番組のようである。

## オープニング
オープニングのマヨネーズで書いたような文字を特撮の円谷プロのウルトラQのようなおどろおどろしい感じで始まる。だが、中身は視聴者からのはがきの内容を探すというもの。『ふるさとZIP探偵団』の影響があるように見受けられる。後期のオープニングは真っ赤な画面から同じく渦巻きの模様から始まる。パの文字の中にある二つの白い丸が謎のままである。

## 用語
- 「ちゃちゃ娘」 - 「京都!ちゃちゃちゃっ」レポーターの愛称。
- 「ゆずる1号」 - 岡安隊長が乗っている愛車（ピンクの三輪車）。ぼこぼこになったり（第9話）、質入れされそうになったり（第11話）する。
- 「おかまやす」 - 岡安隊長が、オカマの真似をする時に言われる愛称。

## 出演者

### 隊長
- 岡安譲 - KTVアナウンサー。

### 隊員（ちゃちゃ娘）
- 山本量子 - リアクション女王。
- 藤田瞳 - 天然ボケの女王のミス京都。第4回から第9回まで出演していない。
- 新家綾子 - 京都限定アイドル。
- 南波糸江 - スーパーサブ北海道出身の天然系。第5回から第10回まで。第11回と第12回は『京都!ちゃちゃちゃっ』の担当曜日の生出演のためロケには参加しなかったようである。

### ナレーション
- 池坊由紀 - 第1回から第5回まで。
- 藤田瞳 - 第8回から第9回まで。第10回からはナレーションは無い。

## 放送内容
- 第1回 - 西京極の動物園?（2005年5月6日）
  - 阪急西京極駅付近-桂橋-葛野大路東側付近-国道9号線付近
- 第2回 - 京大近くの人喰い地蔵?（2005年5月20日）
  - 百万遍-知恩寺-今出川通り-京都大学付近-聖護院-他
- 第3回 - 久美浜の名物ババアを探せ!（2005年6月3日）
  - KTR久美浜駅前-人食岩-久美浜フィッシングセンター-他
- 第4回 - 伊根町にあるちん○地蔵（2005年6月17日）
  - 伊根町-ムフジュ舞台-他
- 第5回 - スーパーサブ登場!（2005年9月16日）
  - 二条駅前-壬生-四条通-西大路通り-佐井通り/馬代通り-四条御前付近
- 第6回 - ろくろ首猫の謎（2005年9月30日）
  - 洛中路地裏猫屋敷-清水寺付近-他
- 第7回 - マスクマンの美術館?（2005年10月14日）
  - 京阪三条駅-蓼蔵橋付近-他
- 第8回 - 恐怖の人形人下宿編（2005年10月28日）
  - 京都産業大学-一乗寺-狸谷不動院タイガース優勝碑前-市原他（京都謎解き女パラダイス＃5に関連）
- 第9回 - 甘い激辛?お菓子編（2006年2月3日）
  - 湯の花温泉-JR亀岡駅-H商店街-篠ファーム-亀岡駅前-他
- 第10回 - 八木町のヤギ編（2006年2月17日）
  - 氷室の里-清源寺-男前豆腐-八木駅前商店街付近-八木小学校他
- 第11回 - 新隊長登場編（2006年3月1日）
  - 今宮幼稚園-花園駅前-平岡八幡宮(元郷ひろみのマネージャーが居る)
- 第12回 - 幸運のヤッコ人形編（2006年3月15日）
  - 将軍塚-四条通-本能寺他